# Крушка (Великопольське воєводство)
Крушка (пол. Kruszka, нім. Kruschke) — село в Польщі, у гміні Оконек Злотовського повіту Великопольського воєводства.
У 1975-1998 роках село належало до Пільського воєводства.